# Utrinski Vesnik
Utrinski Vesnik (en macédonien Утрински Весник, ce qui signifie « journal du matin ») est un quotidien de la Macédoine du Nord. Il tire 30 000 exemplaires par jour, et son siège est à Skopje. Il est édité par Krug, une société privée qui publie également le quotidien concurrent Dnevnik. Comme ce dernier, il appartient au groupe allemand WAZ-Mediengruppe.
Utrinski Vesnik a été fondé en 1999 et il se veut un journal objectif, qui évite le populisme et le sensationnalisme. Il connaît toutefois des difficultés économiques depuis juillet 2011 et il a dû arrêter la publication de son hebdomadaire, Globus.